# Бретер
Брете́р (фр. bretteur) — затятий дуелянт, який є умисним провокатором конфлікту.

## Історія бретерства
Бретерство зародилося у Франції в XVII столітті, коли практикувалися дуелі на холодній зброї. Спершу бретерство було орієнтоване на зиск: привласнення зброї чи чобіт переможеного супротивника було нормальним.
З формуванням жорстких дуельних кодексів та переходом на пістолети бретерство стало мати на меті демонстрацію майстерності та відваги.
Бретери самі провокували дуелі будь-якими доступними їм способами та вдавалися до різноманітних професійних хитрощів заради гарантованої перемоги.
У Російській Імперії, де не існувало єдиного кодексу, бретери вважалися носіями дуельних традицій, через що часто були секундантами.